# Walter Eselböck
Walter Eselböck (* 1957 in Wien) ist ein österreichischer Koch und Gastronom.
Walter Eselböck, der nie eine klassische Kochausbildung absolvierte, arbeitete von 1975 bis 1981 in der Gastronomie als Barmann und DJ. Im Jahr 1981 machte er sich zum ersten Mal mit einem Heurigen in Rust selbstständig. 1984 eröffnete er gemeinsam mit seiner Frau Eveline das Lokal  „Taubenkobel“ in Schützen am Gebirge im Burgenland. 2001 wurde unmittelbar neben dem Lokal eine Greißlerei und Weinhandlung eröffnet. Walter Eselböck war in Gastrollen bei den ORF-Produktionen Brüder II und Wir sind Kaiser zu sehen.

## Auszeichnungen
- Schlemmer Atlas:  5 Kochlöffel[1]
- Gault-Millau:  19 Punkte 4 Hauben
- A la carte:  98 Punkte 5 Sterne
- Guide Michelin:  2 Sterne
- Tafelspitz:  Tafelspitz-Gewinner  „Beste Restaurants am Land“